# Strabomantis
Genre
Synonymes
- Limnophys Jiménez de la Espada, 1870
- Ctenocranius Melin, 1941
- Amblyphrynus Cochran & Goin, 1961

Strabomantis est un genre d'amphibiens de la famille des Craugastoridae.

## Répartition
Les 16 espèces de ce genre se rencontrent du Costa Rica au Brésil.

## Liste d'espèces
Selon Amphibian Species of the World (4 juillet 2014) :
- Strabomantis anatipes (Lynch & Myers, 1983)
- Strabomantis anomalus (Boulenger, 1898)
- Strabomantis biporcatus Peters, 1863
- Strabomantis bufoniformis (Boulenger, 1896)
- Strabomantis cadenai (Lynch, 1986)
- Strabomantis cerastes (Lynch, 1975)
- Strabomantis cheiroplethus (Lynch, 1990)
- Strabomantis cornutus (Jiménez de la Espada, 1870)
- Strabomantis helonotus (Lynch, 1975)
- Strabomantis ingeri (Cochran & Goin, 1961)
- Strabomantis laticorpus (Myers & Lynch, 1997)
- Strabomantis necerus (Lynch, 1975)
- Strabomantis necopinus (Lynch, 1997)
- Strabomantis ruizi (Lynch, 1981)
- Strabomantis sulcatus (Cope, 1874)
- Strabomantis zygodactylus (Lynch & Myers, 1983)

## Étymologie
Le nom de ce genre vient du grec strabos, oblique, et du grec mantis, la rainette.

## Publication originale
- Peters, 1863 : Über eine neue Schlangengattung, Styporhynchus, und verschiedene andere Amphibien des zoologischen Museums. Monatsberichte der Königlich Preussischen Akademie der Wissenschaften zu Berlin, vol. 1863, p. 399-413 (texte intégral).